# Mędrzyki
Mędrzyki (deutsch Lauterbach) ist ein Ort in der polnischen Woiwodschaft Ermland-Masuren innerhalb der Landgemeinde Lelkowo (Lichtenfeld) im Powiat Braniewski (Kreis Braunsberg). Bis 1945 gehörte er zum Kreis Heiligenbeil in Ostpreußen.

## Geographische Lage
Mędrzyki liegt an der Lauter (polnisch Ławta) im Nordwesten der Woiwodschaft Ermland-Masuren, nur wenige hundert Meter südlich der polnisch-russischen Staatsgrenze (EU-Außengrenze). Bis zur früheren und heute auf russischem Staatsgebiet gelegenen Kreisstadt Heiligenbeil (russisch Mamonowo) sind es 16 Kilometer in nordwestlicher Richtung, während die heutige Kreismetropole Braniewo (Braunsberg) 23 Kilometer in westlicher Richtung entfernt liegt.

## Geschichte
Im Jahre 1412 wurde das seinerzeitige Lautterbach erstmals urkundlich erwähnt. Seit der Zeit nach 1665 schrieb sich das Dorf als Lauterbach. 1874 kam die Landgemeinde Lauterbach zum neu errichteten Amtsbezirk Pellen (polnisch Piele) im ostpreußischen Kreis Heiligenbeil, Regierungsbezirk Königsberg.
198 Einwohner waren im Jahre 1910 in Lauterbach registriert, im Jahre 1933 belief sich ihre Zahl auf 220 und im Jahre 1939 auf 208.
Als 1945 in Kriegsfolge eine Grenze durch das an die Sowjetunion bzw. an Polen abgetretene Ostpreußen gezogen wurde, lag Lauterbach unmittelbar im Grenzgebiet auf polnischem Gebiet. Das Dorf erhielt die polnische Namensform „Mędrzyki“, wurde aber wohl wegen seiner Grenzlage nicht wieder besiedelt. Heute gibt es in dem Ort auch keine Gebäude mehr. Verwaltungstechnisch gehört Mędrzyki zum Schulzenamt (polnisch: Sołectwo) Jachowo (Hanswalde) innerhalb der Gmina Lelkowo (Landgemeinde Lichtenfeld) im Powiat Braniewski (Kreis Braunsberg), von 1975 bis 1998 der Woiwodschaft Elbląg, seither der Woiwodschaft Ermland-Masuren zugehörig.

## Religion
Bis 1945 war Lauterbach in den Sprengel Pellen der Vereinigten evangelischen Kirchengemeinden Hermsdorf-Pellen (Pfarramtssitz: Hermsdorf) in der Kirchenprovinz Ostpreußen der Kirche der Altpreußischen Union, außerdem in die römisch-katholische Pfarrei Heiligenbeil im damaligen Bistum Ermland eingegliedert. Katholischerseits gehört Mędrzyki heute zur Kirche in Zagaje (Hasselpusch) im Dekanat Pieniężno (Mehlsack) im Erzbistum Ermland.

## Verkehr
Mędrzyki ist sowohl von Lutkowo (Lüdtkenfürst) und Jachowo (Hanswalde) als auch von Piele (Pellen) aus auf unwegsamen Nebenstraßen zu erreichen. Vor 1945 führte noch ein von Hermsdorf (heute als Pogranitschny auf russischem Gebiet der Oblast Kaliningrad gelegen) kommender Landweg nach Lauterbach, was die Grenze heute unmöglich macht.